# Kitasan Black
Kitasan Black (en japonais : キタサンブラック), né le 10 mars 2012, est un cheval de course pur-sang anglais japonais. Membre du Hall of Fame des courses japonaises, il a été élu deux fois cheval de l'année au Japon.

## Carrière de courses

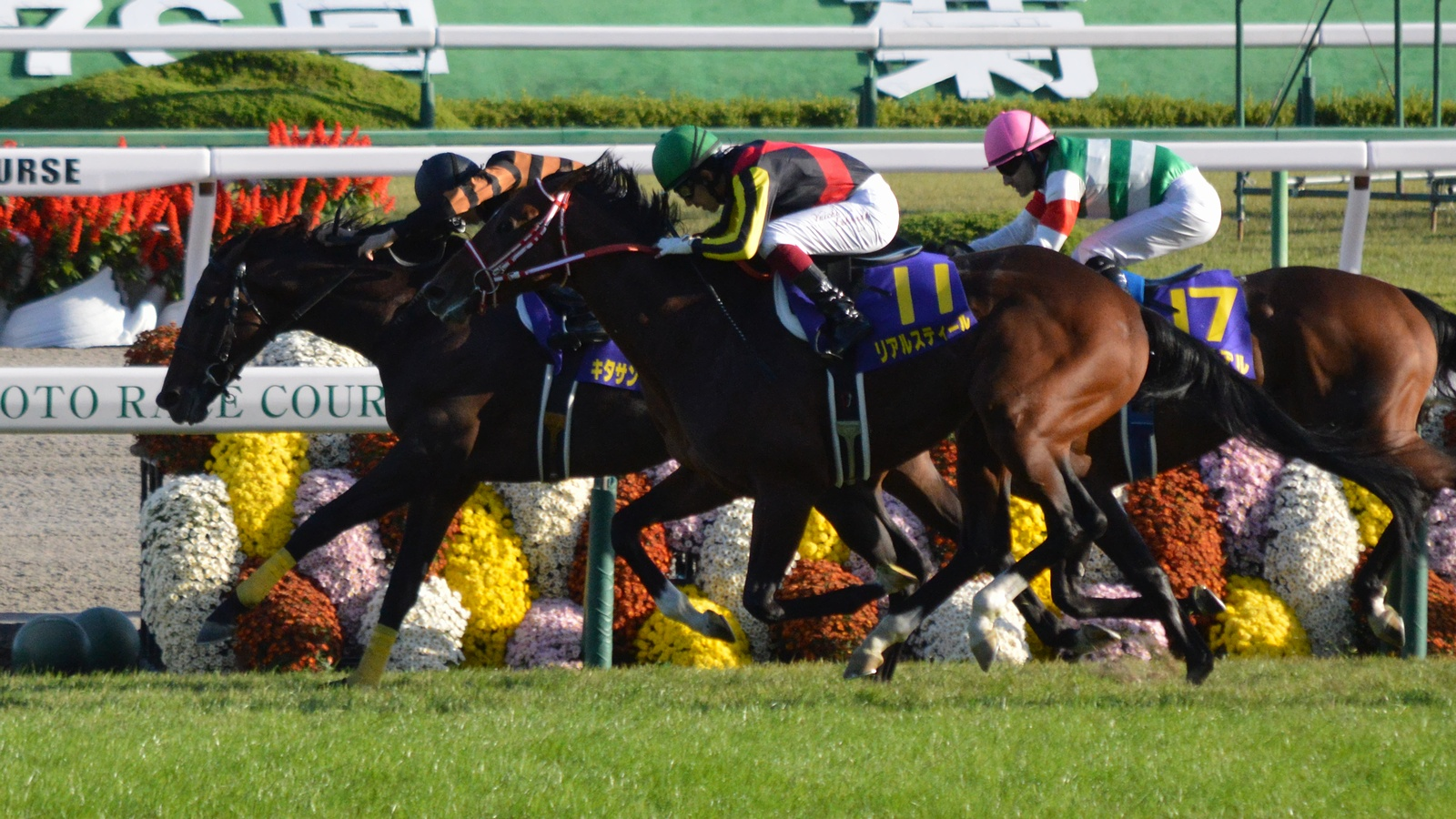
Victoire dans le Kikuka Shō

Élevé à Hokkaido, propriété de Ōno Shōji (la société du populaire chanteur Saburō Kitajima), Kitasan Black commence sa carrière au début de son année de 3 ans en s'imposant à Tokyo. Après un deuxième succès, facile, il affronte pour la première fois l'élite de sa génération dans une préparatoire au Satsuki Shō, les 2000 Guinées japonaises et domine à la lutte le très bon Real Steel et le champion des 2 ans 2014, Danon Platina. Voilà qui le place sur l'échiquier en vue des classiques de printemps. Il confirme ses bonnes dispositions dans le Satsuki Shō en prenant la troisième place derrière celui qui est appelé à devenir le meilleur 3 ans de sa génération, Duramente, et Real Steel. Duramente réalise le doublé dans le Tokyo Yushun (le Derby japonais) tandis que Kitasan Black sombre complètement. 
Après plusieurs mois de repos, Kitasan Black revient avec pour objectif la troisième manche de la Triple Couronne japonaise, le Kikuka Shō, l'équivalent du St. Leger. Il s'impose dans une préparatoire, le St. Lite Kinen, et, s'il n'en est pas le favori, il trouve enfin la consécration dans le Kikuka Shō, où il domine à la lutte son vieux copain Real Steel. Saburō Kitajima peut entonner devant la foule son tube "Matsurida" : son poulain est vainqueur classique. Naturellement invité à l'Arima Kinen, dont les partants sont désignés par le public, il achève sa saison par une belle troisième place derrière deux chevaux d'âge, Gold Actor et Sounds of Earth. 
En 2016, Kitasan Black découvre un nouveau partenaire : Yutaka Take, vétéran et star des courses japonaises, devient son partenaire attitré. Le duo fait ses débuts dans un groupe 2 à Hanshin, avec un accessit d'honneur à la clé. Puis il s'attaque au Tennō Shō de printemps sur une longue distance (3 200 mètres) que le cheval apprécie : à l'issue d'une lutte épique de 150 mètres face à l'extrême outsider Curren Mirotic (98/1), il s'impose d'un nez. Autre lutte épique dans le Takarazuka Kinen sur 2 200 mètres, et cette fois c'est lui qui mord la poussière, troisième à une encolure de la gagnante Marialite et de Duramente. Après l'été, il s'impose dans le Kyoto Daishoten en prélude à une tentative dans la Japan Cup où il s'élance en favori face au contingent étranger – les Allemands Nightflower (Preis von Europa) et Iquitos (Grosser Preis von Baden), accompagnés du Français Erupt (Grand Prix de Paris, Canadian International Stakes) – et face à Real Steel (qui a remporté le Dubaï Turf en mars), Gold Actor, Sounds of Earth ou encore Cheval Grand. Mais aucun ne peut tenir la comparaison avec lui, qui signe l'un de ses plus beaux succès et fait dire à Yutaka Take, qui en a vu d'autres, qu'il est peut-être le cheval le plus fort qu'il ait monté. Mais un mois plus tard, l'Arima Kinen qui lui semblait promis (il a recueilli une majorité des 130000 votes du public) lui échappe à nouveau, et il doit se contenter du premier accessit, battu tout à la fin par le meilleur 3 ans de l'année, Satono Diamond. Ce qui ne l'empêche pas d'être élu cheval de l'année.

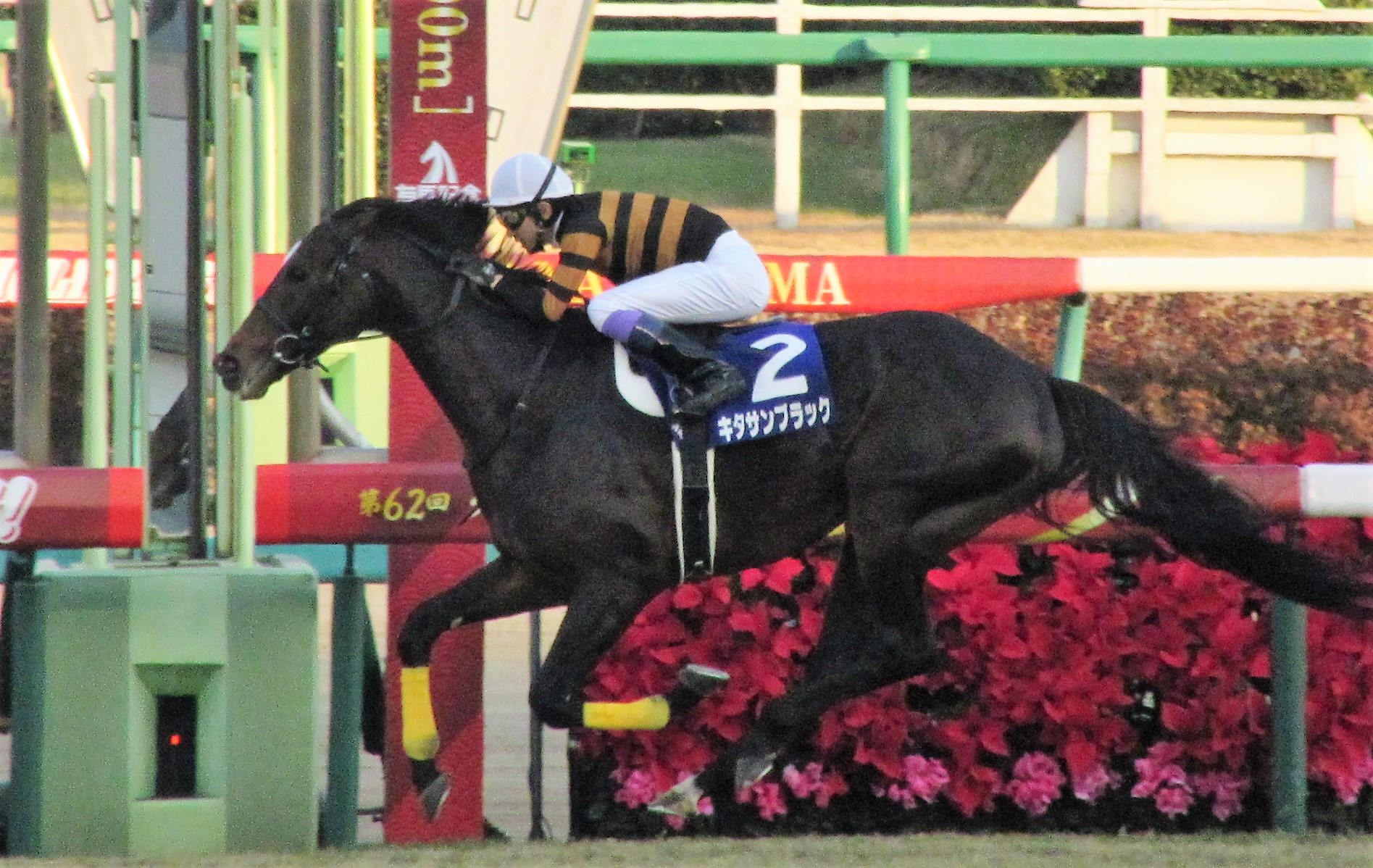
Arima Kinen 2017

Conservé à l'entraînement en 2017 avec la perspective d'une carrière internationale et peut-être, en point d'orgue, une participation au Prix de l'Arc de Triomphe que les Japonais tentent désespérément de gagner depuis 20 ans, Kitasan Black revient en vainqueur dans le Ōsaka Hai, en prélude à un doublé dans le Tennō Shō de printemps où, tout en prenant sa revanche sur Satono Diamond, troisième, il se permet de ravir au grand Deep Impact le record du monde des 3 200 mètres avec un chrono de 3'12"50. Un rythme difficile à encaisser peut-être, c'est du moins ce que l'on peut penser après son naufrage dans le Takarazuka Kinen deux mois plus tard. Alors il n'est plus question de raid à l'étranger ni de Prix de l'Arc de Triomphe à Paris : Kitasan Black reste au Japon et finira sa carrière à la fin de la saison avec deux objectifs majeurs, réaliser le doublé dans la Japan Cup et décrocher enfin l'Arima Kinen. 
Bénéficiant du break estival, Kitasan Black retrouve la forme et prend sa revanche sur Satono Crown, le lauréat du Takarazuka Kinen, à l'arrivée du Tennō Shō d'automne et devient le deuxième cheval après le Hall of Famer T M Opera O à rafler trois fois le Tennō Shō, le cinquième a remporter dans une même saison les deux volets de cette course biannuelle créée en 1938. Dans la Japan Cup, il doit s'incliner face à Cheval Grand et au 3 ans Rey del Oro, le vainqueur du Derby. Mais il termine sa carrière en apothéose en s'adjugeant enfin l'Arima Kinen, facilement devant la jument Queens Ring et Cheval Grand. Cette victoire porte ses gains à ¥ 1 876 843 000 (environ 15 millions d'euros), ce qui lui permet de battre le record de gains pour un cheval japonais, détenu depuis par T M Opera O (Almond Eye lui ravira en 2020). Kitasan Black reçoit pour la première fois le titre de cheval de l'année, et se voit admis au Hall of Fame des courses japonaises en 2020. 

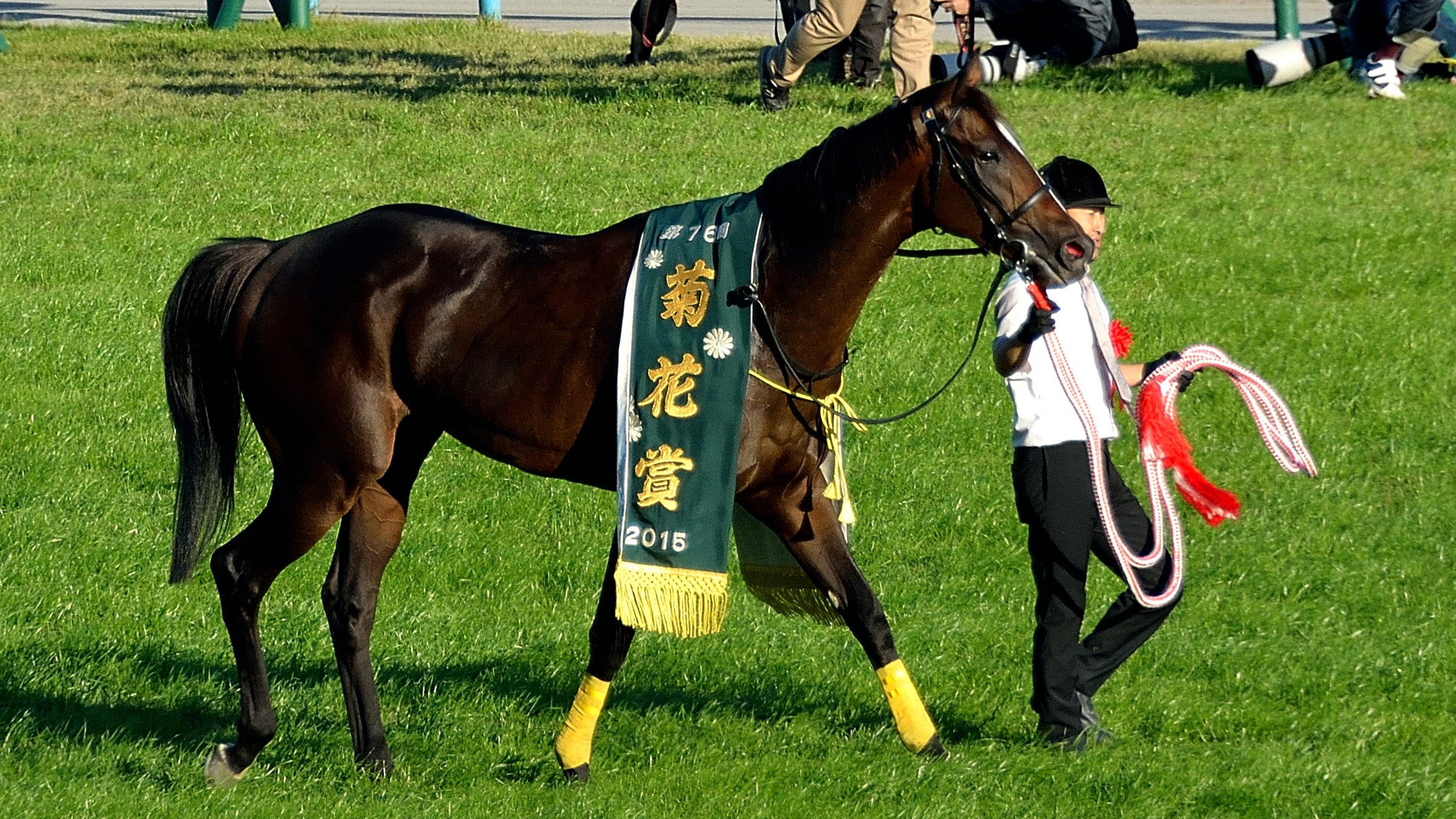
Après sa victoire dans le Kikuka Shō

### Résumé de carrière
| Date         | Hippodrome  | Pays        | Course                | Statut      | Distance    | Jockey            | Place       | Écart       | Vainqueur ou deuxième |
| 2015, 3 ans  | 2015, 3 ans | 2015, 3 ans | 2015, 3 ans           | 2015, 3 ans | 2015, 3 ans | 2015, 3 ans       | 2015, 3 ans | 2015, 3 ans | 2015, 3 ans           |
| ------------ | ----------- | ----------- | --------------------- | ----------- | ----------- | ----------------- | ----------- | ----------- | --------------------- |
| 31 janvier   | Tokyo       | Japon       | Inédits               |             | 1 800 m     | Hiroki Goto       | 1er / 16    | 1           | Mikki Joy             |
| 22 février   | Tokyo       | Japon       |                       |             | 2 000 m     | Koji Kitamura     | 1er / 14    | 3           | Tosen Rasen           |
| 22 mars      | Nakayama    | Japon       | Spring Stakes         | Gr. 2       | 1 800 m     | Koji Kitamura     | 1er / 12    | enc.        | Real Steel            |
| 19 avril     | Nakayama    | Japon       | Satsuki Shō           | Gr. 1       | 2 000 m     | Shun Hamanaka     | 3e / 15     | 4           | Duramente             |
| 31 mai       | Tokyo       | Japon       | Tokyo Yushun          | Gr. 1       | 2 400 m     | Koji Kitamura     | 14e / 18    | 14          | Duramente             |
| 21 septembre | Nakayama    | Japon       | St. Lite Kinen        | Gr. 2       | 2 200 m     | Koji Kitamura     | 1er / 15    | 3/4         | Muse Alien            |
| 25 octobre   | Kyoto       | Japon       | Kikuka Shō            | Gr. 1       | 3 000 m     | Koji Kitamura     | 1er / 18    | enc.        | Real Steel            |
| 27 décembre  | Nakayama    | Japon       | Arima Kinen           | Gr. 1       | 2 500 m     | Norihiro Yokoyama | 3e / 16     | 1           | Gold Actor            |
| 2016, 4 ans  |             |             |                       |             |             |                   |             |             |                       |
| 3 avril      | Hanshin     | Japon       | Ōsaka Hai             | Gr. 2       | 2 000 m     | Yutaka Take       | 2e / 11     | enc.        | Ambitious             |
| 1er mai      | Kyoto       | Japon       | Tennō Shō (printemps) | Gr. 1       | 3 200 m     | Yutaka Take       | 1er / 18    | nez         | Curren Mirotic        |
| 26 juin      | Hanshin     | Japon       | Takarazuka Kinen      | Gr. 1       | 2 200 m     | Yutaka Take       | 3e / 17     | enc.        | Marialite             |
| 10 octobre   | Kyoto       | Japon       | Kyoto Daishoten       | Gr. 2       | 2 400 m     | Yutaka Take       | 1er / 10    | nez         | Admire Deus           |
| 27 novembre  | Tokyo       | Japon       | Japan Cup             | Gr. 1       | 2 400 m     | Yutaka Take       | 1er / 17    | 2 ½         | Sounds of Earth       |
| 25 décembre  | Nakayama    | Japon       | Arima Kinen           | Gr. 1       | 2 500 m     | Yutaka Take       | 2e / 17     | enc.        | Satono Diamond        |
| 2017, 5 ans  |             |             |                       |             |             |                   |             |             |                       |
| 2 avril      | Hanshin     | Japon       | Ōsaka Hai             | Gr. 1       | 2 000 m     | Yutaka Take       | 1er / 14    | 3/4         | Staphanos             |
| 30 avril     | Kyoto       | Japon       | Tennō Shō (printemps) | Gr. 1       | 3 200 m     | Yutaka Take       | 1er / 17    | 1 ¼         | Cheval Grand          |
| 25 juin      | Hanshin     | Japon       | Takarazuka Kinen      | Gr. 1       | 2 200 m     | Yutaka Take       | 9e / 11     | 8 ¼         | Satono Crown          |
| 29 octobre   | Tokyo       | Japon       | Tennō Shō (automne)   | Gr. 1       | 2 000 m     | Yutaka Take       | 1er / 18    | enc.        | Satono Crown          |
| 26 novembre  | Tokyo       | Japon       | Japan Cup             | Gr. 1       | 2 400 m     | Yutaka Take       | 3e / 17     | 1 ½         | Cheval Grand          |
| 24 décembre  | Nakayama    | Japon       | Arima Kinen           | Gr. 1       | 2 500 m     | Yutaka Take       | 1er / 16    | 1 ½         | Queens Ring           |

## Au haras

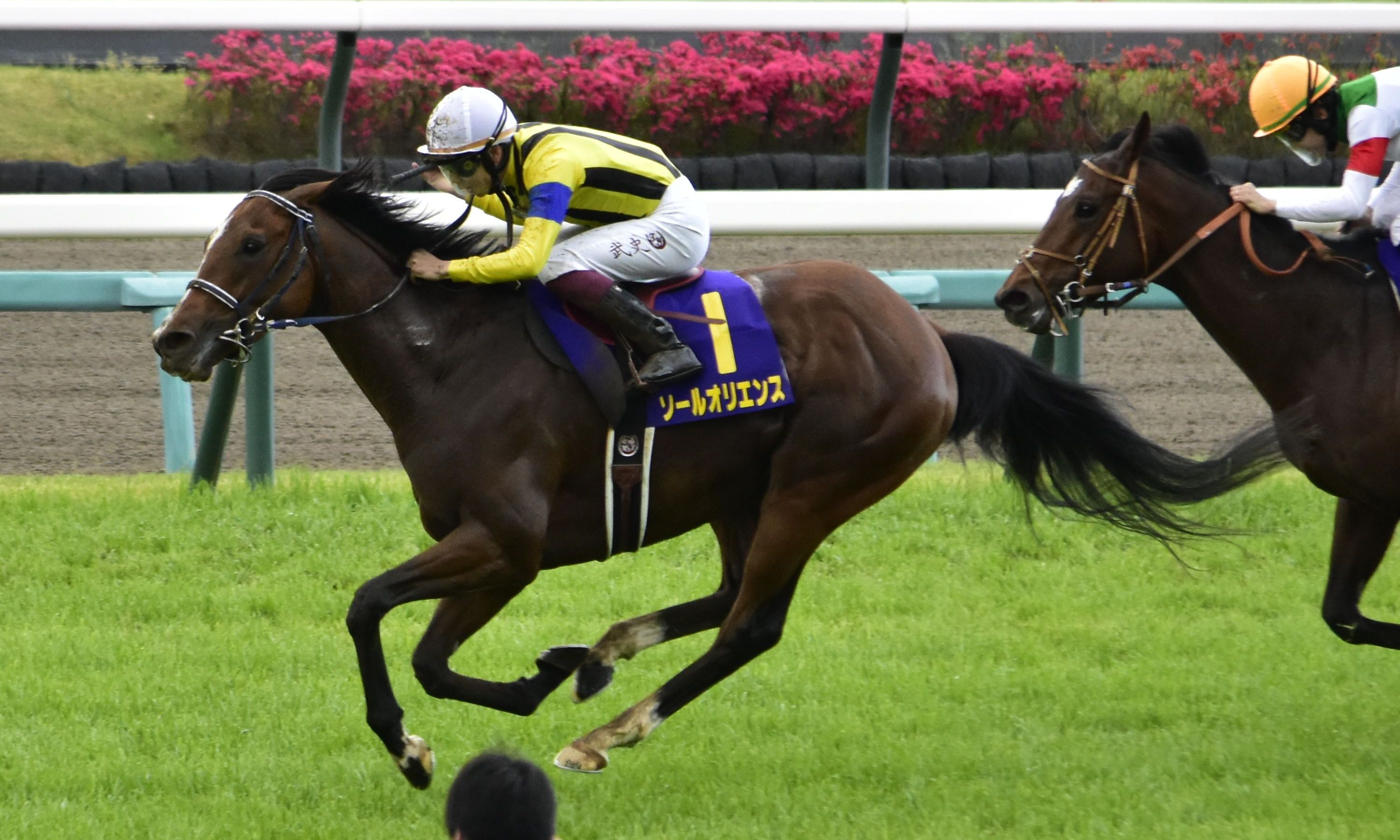
Sol Oriens

Kitasan Black intègre le plus grand haras japonais, Shadai Farm, où il commence à faire la monte à 5 millions de yens (environ 35 000 €), mais sa première génération en piste montre de la qualité et, en 2023, son tarif est porté à 10 millions de yens, puis doublé l'année suivante. Il est le père des classiques Sol Oriens (Satsuki Shō) et Croix du Nord (Tokyo Yushun), et surtout du crack Equinox, double lauréat du Tennō Shō (automne), vainqueur de l'Arima Kinen, du Takarazuka Kinen, du Dubaï Sheema Classic, de la Japan Cup, élu cheval de l'année en 2022 et 2023 et meilleur cheval du monde en 2023.

## Origines
Lauréat des Spring Stakes comme son fils, Black Tide, le père de Kitasan Black, doit surtout sa renommée d'étalon à celui dont il est le propre frère, Deep Impact, l'un des plus grands champions de l'histoire des courses japonaises, et l'autre grand étalon du XXIe siècle après son père Sunday Silence. Sugar Heart, la mère, n'a pas couru. Elle est issue d'une famille relativement modeste, où l'on relève surtout que Otome Gikoro, la mère de Sugar Heart, est une sœur de Cee's Tizzy, le père du champion américain Tiznow.

### Pedigree
| Origines de Kitasan Black (JPN), mâle bai né en 2012 | Origines de Kitasan Black (JPN), mâle bai né en 2012 | Origines de Kitasan Black (JPN), mâle bai né en 2012 | Origines de Kitasan Black (JPN), mâle bai né en 2012 |
| ---------------------------------------------------- | ---------------------------------------------------- | ---------------------------------------------------- | ---------------------------------------------------- |
| Père Black Tide 2001                                 | Sunday Silence 1986                                  | Halo                                                 | Hail to Reason                                       |
| Père Black Tide 2001                                 | Sunday Silence 1986                                  | Halo                                                 | Cosmah                                               |
| Père Black Tide 2001                                 | Sunday Silence 1986                                  | Wishing Well                                         | Understanding                                        |
| Père Black Tide 2001                                 | Sunday Silence 1986                                  | Wishing Well                                         | Mountain Flower                                      |
| Père Black Tide 2001                                 | Wind In Her Hair 1991                                | Alzao                                                | Lyphard                                              |
| Père Black Tide 2001                                 | Wind In Her Hair 1991                                | Alzao                                                | Lady Rebecca                                         |
| Père Black Tide 2001                                 | Wind In Her Hair 1991                                | Burghclere                                           | Busted                                               |
| Père Black Tide 2001                                 | Wind In Her Hair 1991                                | Burghclere                                           | Highclere                                            |
| Mère Sugar Heart 2005                                | Sakura Bakushin O 1989                               | Sakura Yutaka O                                      | Tesco Boy                                            |
| Mère Sugar Heart 2005                                | Sakura Bakushin O 1989                               | Sakura Yutaka O                                      | Angelica                                             |
| Mère Sugar Heart 2005                                | Sakura Bakushin O 1989                               | Sakura Hagoromo                                      | Northern Taste                                       |
| Mère Sugar Heart 2005                                | Sakura Bakushin O 1989                               | Sakura Hagoromo                                      | Clear Amber                                          |
| Mère Sugar Heart 2005                                | Otome Gokoro 1990                                    | Judge Angelucci                                      | Honest Pleasure                                      |
| Mère Sugar Heart 2005                                | Otome Gokoro 1990                                    | Judge Angelucci                                      | Victorian Queen                                      |
| Mère Sugar Heart 2005                                | Otome Gokoro 1990                                    | Tizly                                                | Lyphard                                              |
| Mère Sugar Heart 2005                                | Otome Gokoro 1990                                    | Tizly                                                | Tizna (famille 9-g)                                  |